# Гомосексуальность и психическая норма
Современная психиатрия рассматривает гомосексуальные влечения, чувства и поведение в качестве медицинской нормы. Этому пониманию предшествовал период разных теорий и взглядов, патологизации и депатологизации.
В конце XIX — начале XX века гомосексуальность рассматривалась в медицине преимущественно как заболевание, имеющее врождённую природу или обусловленное биологическими причинами. Хотя Хавелок Эллис считал гомосексуальность непатологичной биологической аномалией, а Зигмунд Фрейд рассматривал её как задержку развития, не являющуюся заболеванием, многие психиатры, как Рихард фон Крафт-Эбинг, относили гомосексуальность к перверсиям. В середине XX века стал популярным психоанализ. Многие психоаналитики, как Шандор Радо и Ирвинг Биббер, считали гомосексуальность патологией, которая возникает под влиянием семейной среды. В 1948 году гомосексуальность была включена в Международную классификацию болезней и в 1953 году — в американскую классификацию DSM. В этот период времени многие врачи пытались лечить гомосексуальность.
В конце 1960-х годов в США начал происходить пересмотр взглядов на гомосексуальность, чему способствовали социальные перемены, активность гей-движения и привлечение внимания к исследованиям, ранее начатым Альфредом Кинси, Клелланом Фордом, Фрэнком Бичем и Эвелин Хукер. В 1973 году Американская психиатрическая ассоциация приняла решение исключить гомосексуальность из DSM. После этого многие профессиональные ассоциации в США признали, что гомосексуальность не является патологией. Депатологизация гомосексуальности в мире заняла более долгое время.
В 1975 году гомосексуальность была включена в МКБ-9 как заболевание, относившееся к группе психосексуальных расстройств под кодом 302.0. 17 мая 1990 года ВОЗ исключила гомосексуальность из МКБ-10. В МКБ-10 остался диагноз эгодистонической половой ориентации, который характеризовался как желание пациента изменить свою сексуальную ориентацию в силу дополнительных имеющихся психологических и поведенческих расстройств. Психическим расстройством в МКБ-10 признавалась не сама сексуальная ориентация, а связанный с нею у некоторых лиц существенный психический дискомфорт, вследствие которого может возникать стремление её изменения.
Назначенная ВОЗ группа по разработке МКБ-11 в 2014 году рекомендовала удалить раздел F66 «Психологические и поведенческие расстройства, связанные с сексуальным развитием и ориентацией», включавший эгодистоническую половую ориентацию. В рекомендации было отмечено, что, хотя гомосексуальные и бисексуальные люди часто испытывают более высокий уровень дистресса, это связано с более высоким уровнем социального отвержения и дискриминации и не может считаться психическим расстройством. Проблемы данной категории лиц могут быть решены с использованием других категорий МКБ. ВОЗ приняла рекомендации рабочей группы. МКБ-11, утвержденная в 2019 году и вступившая в силу в январе 2022 года, не включает каких-либо диагностических категорий, которые можно применять к людям на основании сексуальной ориентации.

## История

### Первые исследования
На протяжении столетий отношение к гомосексуальности определялось религией, но в XVIII-XIX веках дискурс сместился в светскую сферу. Особую роль в обсуждении гомосексуальности стала играть медицина, которая стремилась найти научное объяснение явлению. Медицинский взгляд на гомосексуальность часто отдавал предпочтение теориям о врождённом или обусловленном биологическими причинами состоянии, которое преимущественно рассматривалось как заболевание. В то время гомосексуальные акты были уголовно наказуемы во многих странах Европы и в США. Появление теорий о патологии гомосексуальности вело к изменению взгляда на гомосексуальное поведение как порок и преступление. Врачи и активисты начали выступать против уголовного преследования гомосексуалов, поскольку больного человека нельзя винить. Но была и другая сторона отношения к гомосексуальным людям как психически больным. Как пишет сексолог Игорь Кон: «По прежним представлениям, человек, совершивший акт содомии, за который его наказывали, мог раскаяться и исправиться. Религия оставляла грешнику надежду. А что спросишь с психически неполноценного „сексуального психопата“? Одна и та же теория могла быть как оправдательной (человек не виноват, что родился уродом), так и обвинительной (надо защищать общество от дегенератов). Политические соображения при этом часто заслоняли существо вопроса».
Одним из первых выступил против уголовного преследования гомосексуалов, опираясь на идею о врождённости гомосексуальности, немецкий адвокат и писатель Карл Генрих Ульрихс  в памфлетах 1864—1879 годов. Ульрихс ввёл термины: «урнинг» — для обозначения гомосексуальных мужчин и «урнинд» — гомосексуальных женщин. В 1869 году журналист Карл Мария Кертбени ввёл термин «гомосексуал» во время своей кампании за отмену немецких законов против содомии, также утверждая, что гомосексуальность представляет собой врождённое влечение человека. Статьи Ульрихса привлекли внимание немецкого врача Карла Вестфаля, который в 1869 году опубликовал работу о гомосексуальности «Инверсное сексуальное ощущение: симптом невропатологического (психопатического) состояния» (Die Konträre Sexualempfindung: Symptom eines neuropathologischen (psychopathischen) Zustandes). Слово Konträre, употреблённое в этой работе, может пониматься как «противоположное» или «извращённое». Вестфаль рассматривал гомосексуальность как врождённую патологию вегетативной нервной системы.
Итальянский психиатр Арриго Тамассия в 1878 году перевёл слово Konträre как «инверсия» и квалифицировал гомосексуальность как инверсию полового инстинкта, а гомосексуалов назвал «инвертами» в статье «Об инверсии полового инстинкта» (Sull'inversione dell'istinto sessuale). По утверждению Игоря Кона, слово «инверсия» звучит мягче, чем «перверсия», которая подразумевает собственно «извращение». В 1882 году психиатры Жан Мартен Шарко и Валентин Маньян представили теорию об инверсии гомосексуальности в работе на французском языке, в которой отнесли инверсию к перверсиям. Эта работа называлась «Инверсия генитального чувства и другие сексуальные перверсии» (Inversion du sens génital et autres perversions sexuelles). Опираясь на широко распространенную в то время теорию наследственной дегенерации, Шарко и Маньян рассматривали сексуальную инверсию как нейропсихиатрическое дегенеративное заболевание.
В 1886 году один из самых авторитетных психиатров того времени Рихард фон Крафт-Эбинг включил гомосексуальность в ставшую классической работу «Половые психопатии: Клиническое судебно-медицинское исследование» (Psychopathia sexualis. Eine klinisch-forensische Studie), которая в первой редакции содержала 45 историй болезни различных сексуальных перверсий. Книга была очень популярна и многократно переиздавалась. В 12-й редакции 1903 года она содержала уже свыше 300 историй болезни. Крафт-Эбинг адаптировал и популяризовал терминологию Кертбени, но рассматривал гомосексуальность как врождённое дегенеративное неврологическое заболевание. Хотя он описывал случаи, когда гомосексуальность представлялась приобретённой (например, считал, что причиной однополых связей может быть мастурбация), в этих случаях он также предполагал наличие патологических биологических предпосылок. Так, он писал: «тщательное изучение так называемых случаев благоприобретения делает вероятным, что предрасположенность, также присутствующая здесь, состоит в латентной гомосексуальности или, во всяком случае, в бисексуальности, которая для своего проявления требует воздействия случайных возбуждающих факторов, чтобы вывести её из дремлющего состояния».
Другой взгляд на гомосексуальность представил британский врач Хавелок Эллис в работе 1897 года «Сексуальная инверсия», написанной в соавторстве с Джоном Эддингтоном Саймондсом. Изданная первоначально на немецком, затем она вышла на английском языке и стала первой английской монографией на эту тему. Эллис считал, что в большинстве случаев гомосексуальность является природным или «врождённым» состоянием, которое в силу этого не может оцениваться как аморальное. По мнению Эллиса, у гомосексуальных людей (он исследовал мужчин) биологическая аномалия направляет сексуальный инстинкт к представителям своего пола. Эллис не рассматривал такую аномалию как патологическую. В этом отношении он был первопроходцем биологического подхода к причинам гомосексуальности. Он собрал примеры антропологических и исторических исследований, чтоб показать присутствие гомосексуальности в разных культурах. Он также считал, что гомосексуальность встречается как у людей, так и у животных.
Известным сексологом, который рассматривал гомосексуальность через биологию, был Магнус Хиршфельд. Хотя он не считал гомосексуальность патологией, он сравнивал её с врождённым уродством, таким как заячья губа. В своей первой работе на эту тему «Сапфо и Сократ» Хиршфельд, как и Ульрихс, объяснял развитие сексуальных ориентаций бисексуальной природой эмбриона на ранней стадии. В то время индифферентную стадию связывали с бисексуальностью, основываясь на анатомических признаках, также такие учёные, как Вильгельм Флисс и Зигмунд Фрейд. Хиршфельд считал, что эмбрион развивается по-разному в случаях гомосексуальности и гетеросексуальности, и что строение мозга гомосексуалов и гетеросексуалов имеет отличия. В 1897 году Хиршфельд с тремя соратниками создал «Научно-гуманитарный комитет», первую в мире организацию по защите прав геев, целью которой была борьба за отмену их уголовного преследования. Петиции комитета подписывали многие известные лица, в том числе Ричард Крафт-Эбинг. Комитет издавал научный журнал «Ежегодник о промежуточных сексуальных типах» (Jahrbuch für sexuelle Zwischenstufen). Название журнала связано с идеей Хиршфельда о сексуальных вариациях, которые занимают промежуточное положение между мужским и женским полом. Он развивал теорию о том, что каждый человек обладает в разных пропорциях маскулинностью и феминностью. Хиршфельд проводил большие статистические исследования гомосексуальности и в 1914 году опубликовал работу «Гомосексуальность мужчин и женщин». В 1919 году он открыл первый в мире Институт сексологии, подвергнутый разгрому нацистами в 1933 году.

### Психоанализ
Психоанализ пользовался большим влиянием в научных кругах и психиатрии в 1940—1960 годы. Взгляды основателя психоанализа Зигмунда Фрейда на сексуальность в целом были либеральными для своего времени. Фрейд толерантно относился к гомосексуальности. Он поддерживал Магнуса Хиршфельда. В частности, Фрейд подписал заявление, призывающее декриминализовать гомосексуальные акты в Германии и Австрии в 1930-е годы, считая гомосексуальное поведение следствием психической предрасположенности, находящейся вне контроля гомосексуальных людей. Фрейд также оспаривал теорию гомосексуальности как дегенеративного расстройства, которую поддерживали Крафт-Эбинг и ряд других врачей. Он писал, что гомосексуальность обнаруживается у людей, работоспособность которых не нарушается, и которые отличаются высоким уровнем интеллекта и этической культурой. В известном посмертно опубликованном письме «Американской Матери» Фрейд утверждал: 
Гомосексуальность, конечно, не является преимуществом, но в ней нет ничего постыдного, нет порока, нет деградации, её нельзя классифицировать как болезнь; мы считаем, что это вариация сексуальной функции, вызванная определённой задержкой сексуального развития.
Особенностью теории Фрейда о развитии гомосексуальности было его представлении о врождённой бисексуальности. Ссылаясь на то, что в раннем эмбриональном развитии «у каждого нормального мужского и женского индивида обнаружены следы органов противоположного пола», Фрейд приходил к выводу, что все люди предрасположены к бисексуальности. Согласно теории Фрейда, в процессе психосексуального развития либидо проходит от оральной к анальной и далее до генитальной стадии. Генитальная стадия подразумевает гетеросексуальность, в то время как гомосексуальность связана с остановкой либидо на более ранних уровнях, либо возвратом на эти уровни в результате травмы. В соответствии с этим, Фрейд считал, что  гомосексуальность представляет собой инфантильное сексуальное желание, хотя без  интрапсихического конфликта, присутствие которого рассматривалось как болезнь в психоанализе.
В работе «Психогенез случая гомосексуальности у женщины» Фрейд описал случай 18-летней лесбиянки, которую заставили лечиться её родители, и он пытался проводить с ней терапию с целью изменения гомосексуальности. Фрейд предположил, что она пережила восстановление инфантильного эдипова комплекса в период полового созревания, когда её мать родила другого ребёнка, в результате чего отвернулась от своего отца и от всех мужчин, направив либидо на женщину. Терапия не имела успеха. Фрейд считал девушку мужененавистницей, страдающей завистью к пенису, и утверждал, что прекратил терапию из-за её неприязни к мужчинам. В той же работе он писал: «В целом, попытка превращения вполне развитого гомосексуала в гетеросексуала не даёт больших шансов на успех, чем обратное, за исключением того, что по веским практическим причинам последнее никогда не предпринимается». Фрейд пришёл к выводу, что попытки изменить сексуальную ориентацию, скорее всего, обречены на неудачу. В письме «Американской Матери» о возможности смены гомосексуальности на гетеросексуальность он также писал: «...в общем случае мы не можем обещать достичь этого.  В определённых случаях удаётся развить испорченные зачатки гетеросексуальных стремлений, которые присутствуют в каждом гомосексуале, в большинстве же случаев это невозможно».
После смерти Фрейда многие психоаналитики пришли к выводу, что гомосексуальность не только является нарушением сексуального развития, но и патологией, и что гомосексуальные индивидуумы, которые не считают свою гомосексуальность проблемой, просто отрицают патологичность своего влечения. Многие психоаналитики считали, что выбор однополого объекта сексуального влечения представляет собой следствие нарциссизма и приводит к формированию неустойчивых моделей взаимоотношений. По мнению некоторых современных авторов, c исчезновением любой комплексности или неопределённости в теоретическом мышлении о сексуальности бессознательные предубеждения психоаналитиков могли свободно выражаться через утверждения о гомосексуалах. Так, психоаналитик Эдмунд Берглер писал: «У меня нет предубеждения против гомосексуальности… [но] гомосексуалы, по сути, неприятные люди, независимо от их приятных или неприятных манер… [которые содержат] смесь высокомерия, ложной агрессии и хныканья… [Они] подчиняются, когда сталкиваются с более сильным человеком, беспощадны, когда находятся у власти, бессовестны, когда топчут более слабого человека…»[значимость факта?].
Новое поколение психоаналитиков оспаривало ряд положений теории Зигмунда Фрейда о гомосексуальности. Одним из наиболее значимых критиков идей Фрейда стал Шандор Радо. Радо отверг концепцию врождённой бисексуальности. Он считал, что гетеросексуальность является единственным результатом здорового развития человека. Происхождение гомосексуальности Радо объяснял влиянием родителей, которые сдерживают сексуальную активность своих детей, в результате чего у ребёнка возникает тревога, подавляющая гетеросексуальные влечения. По мнению Радо, вследствие такого родительского сдерживания сексуальности женщины воспринимают мужской половой член как «разрушительное орудие», и партнёрши лесбийской пары «успокаиваются отсутствием у обеих мужского органа». То же сдерживание сексуальной активности заставляет мужчин «видеть в изуродованном женском половом органе напоминание о неотвратимом наказании», и партнёры мужской гомосексуальной пары «успокаиваются наличием у обоих мужского органа».
Вторым значимым теоретиком, который связывал гомосексуальность с семейной средой, был Ирвинг Бибер. Бибер систематизировал теорию происхождения мужской гомосексуальности вследствие тесной связи ребёнка с матерью и отдаления отца. В 1962 году Бибер с соавторами опубликовал монографию «Гомосексуальность: психоаналитическое исследование гомосексуальных мужчин» (Homosexuality: A Psychoanalytic Study of Male Homosexuals). В данной работе содержится одно из первых упоминаний этой теории. Авторы монографии сделали вывод, что конституциональные факторы, которые могли бы располагать к гомосексуальности, ничтожны, и причиной гомосексуальности является родительская психопатология. В своём исследовании психоаналитики утверждали: «Мы полагаем, что гетеросексуальность является биологической нормой, и что, если не вмешиваться, все личности гетеросексуальны»; «Мы рассматриваем гомосексуальность как патологическую биосоциальную, психосексуальную адаптацию, являющуюся следствием глубоких страхов, связанных с выражением гетеросексуальных побуждений. С нашей точки зрения, каждый гомосексуал в действительности является «латентным» гетеросексуалом». Бибер с соавторами были уверены в возможности изменения гомосексуальности при условии сильной мотивации гомосексуальных людей.
В той же монографии утверждалось, что «[все] психоаналитические теории предполагают, что гомосексуальность взрослых является психопатологией». Профессор права Кенджи Йошино приводит эту цитату и пишет: «Утверждение Бибера было поддержано в 1952 году АПА [Американской психиатрической ассоциацией] включением гомосексуальности в список психопатологий первого издания нозологии Диагностического и статистического руководства по психическим расстройствам (DSM-I)». Современные критики монографии Бибера отмечают, что все участники исследования были пациентами, 90 % которых были недовольны своей гомосексуальностью, у многих были обнаружены сопутствующие заболевания, например шизофрения. Доктор Кеннет Льюис, автор книги «Психоаналитическая теория мужской гомосексуальности», в этой связи выразился: «таким образом, начиная с предположения, что все гомосексуалы имеют нарушения, и используя предварительно отобранную выборку гомосексуалов с нарушениями, [Бибер] обнаружил, что все гомосексуалы действительно имеют нарушения».
В докладе 2009 года Рабочая группа Американской психологической ассоциации отметила, что теории психоаналитиков, «оказавшие значительное влияние на психиатрическую мысль середины 20 века, были частью обоснования  включения гомосексуальности в качестве психического заболевания» в первое и второе издание DSM. В дальнейшем многие психоаналитики выступили в качестве оппозиции к решению АПА об исключении гомосексуальности из списка расстройств. Так, психоаналитик Чарльз Сокарайдес продолжал считать гомосексуальность болезнью до самой смерти в 2005 году. Психоаналитические теории лежат в основе репаративной терапии — не признанных в современном научном сообществе методик, при помощи которых некоторые терапевты пытаются менять сексуальную ориентацию человека. По данным обзора исследований от Американской психологической ассоциации, теории о том, что семейные факторы могут повлиять на вероятность возникновения гомосексуальности, не подтверждаются доказательствами.
В конце XX — начале XXI века отношение психоаналитического сообщества к гомосексуальности стало меняться. В 1997 году Американская психоаналитическая ассоциация поддержала брачное равноправие, в 2000 году она выступила против репаративной терапии, а в 2019 году она принесла извинения ЛГБТ-сообществу за свои ранние взгляды, патологизировавшие гомосексуальность и трансгендерность. Британский психоаналитический совет в 2012 году признал, что гомосексуальность не является нарушением психики или развития.

### Исследования, предшествовавшие депатологизации
В эпоху, когда большинство врачей считали гомосексуальность патологией, были совершены некоторые исследовавания, которые в дальнейшем рассматривались значимыми аргументами в пользу депатологизации. В 1948 и 1953 годах были опубликованы две книги о  человеческой сексуальности — мужской и женской, которые получили название Отчётов Кинси. Американский сексолог Альфред Кинси написал эти книги совместно с несколькими другими учёными. В Отчётах были опрошены тысячи людей, которые не были пациентами психиатров, и обнаружилось, что число тех, кто когда-либо имел гомосексуальные желания, фантазии или половые акты, значительно больше, чем было принято считать. В отличие от выводов психиатров, которые были основаны на историях болезней их пациентов, а иногда даже на исследованиях заключённых в тюрьмах, сексологи изучали широкую выборку.
В Отчётах Кинси, в частности, сообщалось, что 37 % мужчин вступили хотя бы один раз в гомосексуальный акт (завершившийся оргазмом), а среди тех, кто не был женат до 35 лет, таких оказалась половина. Исключительно гомосексуальную жизнь в течение трёх лет вели 10 % мужчин в возрасте от 16 до 55 лет. Кинси делал вывод, что «трудно настаивать на мнении, что психосексуальные отношения между личностями одного пола редки и, следовательно, являются ненормальными и противоестественными, а также свидетельствуют о неврозе или даже психозе». В исследовании женщин было обнаружено, что к 30-летнему возрасту около четверти женщин ощущали гомоэротические реакции, в гомосексуальные отношения вступали 19 % женщин до 40 лет, а доля таких женщин среди незамужних достигала 24 %. Кинси применял шкалу, которая представляла сексуальную ориентацию в виде континуума. Он заключил, что не существует чётких границ между сексуальными ориентациями и невозможно поделить людей на две группы, одна из которых характеризуется «нормальным» сексуальным поведением, а другая «ненормальным».
В те же годы, когда вышли монографии Кинси, американские антрополог Клеллан Форд и этнолог Фрэнк Бич выпустили книгу «Модели сексуального поведения», где осуществили исследование сексуального поведения в разных мировых культурах и показали, что 64 % из 76 изученных обществ положительно относятся к гомосексуальности, но роль и значение гомоэротического поведения в разных сообществах отличаются. Форд и Бич изучали также поведение животных. Результаты их исследований подтверждали выводы Кинси о более широкой распространённости гомосексуального поведения, чем полагали психиатры, и о том, что оно регулярно встречается в природе.
В 1957 году было опубликовано исследование психолога Эвелин Хукер «Адаптивность открыто гомосексуальных мужчин» (The adjustment of the male overt homosexual). Хукер провела тестирование двух групп гомосексуалов и гетеросексуалов по 30 человек, используя проективные методики Роршаха и ТАТ, после чего предложила интерпретировать результаты экспертам, не сообщая о сексуальной ориентации испытуемых. Никто из испытуемых не обращался к психиатру или психологу. Хукер была первой, кто отделил таких гомосексуалов от пациентов психиатрических клиник.  Специалисты, которым были предложены результаты,  не обнаружили значимых различий между двумя группами и смогли верно определить сексуальную ориентацию лишь на 50 %. Хукер сделала вывод, что гомосексуальность не является клиническим явлением, находится в пределах нормы, а гомосексуальное влечение играет не столь большую роль в развитии личности, как было принято считать. Исследование Хукер не оказало влияния на профессиональное сообщество времени публикации. Хукер не была известна, и её работа была опубликована в малоизвестном журнале. Она привлекла внимание лишь некоторых бихевиористов и зарождающееся сообщество геев и лесбиянок. Хукер набирала испытуемых в одной из первых организаций, выступавших за права гомосексуалов. Спустя годы активисты гей-движения использовали это исследование, требуя исключить гомосексуальность из списка психических заболеваний.
Позднее исследования Хукер были многократно повторены с получением идентичных результатов в США и в других странах с использованием разных методик. Так, Марк Фридман исследовал женщин, в то время как Хукер — мужчин: результаты и выводы совпали.

## Современная эпоха

### Депатологизация в США
В классификации DSM-I 1953 года гомосексуальность рассматривалась как «социопатическое расстройство личности». В DSM-II 1968 года она была переклассифицирована как «сексуальная девиация». Сторонник патологизации психоаналитик Джеффри Сатиновер пишет, что в 1963 году Нью-Йоркская медицинская академия дала поручение своему Комитету общественного здравоохранения подготовить отчёт по вопросу о гомосексуальности, обусловленное опасением, что гомосексуальное поведение интенсивно распространяется в американском обществе. Комитет пришёл к следующим выводам: «…Гомосексуальность является заболеванием. Гомосексуал — это индивидуум с нарушениями в эмоциональной сфере, неспособный к формированию нормальных гетеросексуальных отношений. <…> Некоторые гомосексуалы выходят за рамки чисто оборонительной позиции и начинают доказывать, что такое отклонение представляет собой желательный, благородный и предпочтительный образ жизни».
Социальным контекстом, на фоне которого происходил научный пересмотр, было развитие феминистского и гей-движений начиная с середины 1960-х годов, которые выступили против традиционных гендерных отношений и ролей. C конца 1960-х годов представители гей-движения вступили в прямую конфронтацию с Американской психиатрической ассоциацией (АПА), настаивая на том, чтобы она пересмотрела своё представление о гомосексуальности как разновидности психической патологии. Как отмечает психиатр Дмитрий Исаев, к этому времени уже существовали экспериментальные доказательства непатологичности гомосексуальности. В исторической справке о гомосексуальности и психическом здоровье американский психолог Херек Грегори утверждает, что, начиная с 1970-х годов, столкнувшись с эмпирическими данными и изменением культурных взглядов, психиатры и психологи изменили свои взгляды на гомосексуальность.
С 1970 года гей-активисты устраивали на ежегодных съездах Американской психиатрической ассоциации протесты, которые инициировали научную и профессиональную дискуссию противников и сторонников депатологизации. В эти годы на страницах научных журналов, заседаниях и конференциях велись обширные дебаты. Исаев пишет, что в том же году АПА начала организовывать встречи психиатров с гомосексуалами из числа коллег, которых оказалось в этой среде немало, о чём прежде в профессиональном сообществе не было известно. Вероятно, что личные встречи уменьшили негативное отношение психиатров к гомосексуалам.
В начале 1972 года члены Массачусетского регионального подразделения АПА, приняв резолюцию, что гомосексуальность не следует считать психическим расстройством, направили руководству АПА предложение исключить гомосексуальность из Диагностического и статистического руководства по психическим расстройствам (DSM-II). Резолюция рассматривалась различными комитетами в центральном аппарате АПА, и это вызвало к ней интерес в региональных организациях. В ходе публичных обсуждений психиатрами высказывались самые различные точки зрения. Осенью 1973 года Комитет АПА по номенклатуре психиатрических заболеваний, рассматривавший резолюцию, пришёл к заключению, что гомосексуальность как таковая не составляет содержания психического расстройства, и дал рекомендацию исключить этот диагноз из DSM-II. Джадд Мармор в ходе дебатов заявил, что «наша задача как психиатров быть целителями больных, а не цепными псами социальных нравов», а Роберт Спитцер, член комитета Американской психиатрической ассоциации по номенклатуре психиатрических заболеваний, предложил пересмотреть определение психического расстройства исходя из двух критериев: во-первых, из самого понятия расстройства вытекает, что при расстройстве человек испытывает страдание, во-вторых, при психическом расстройстве нарушается социальная адаптация.
В 1973 году 13 из 15 членов правления АПА в соответствии с критериями, предложенными Спитцером, проголосовали за исключение гомосексуальности как недифференцированного диагноза из второй версии списка психических расстройств DSM (DSM-II).
Хотя гомосексуальность и была исключена из американского классификатора психических расстройств, Американская психиатрическая ассоциация в очередном издании DSM в 1973 году отметила, что данная сексуальная ориентация не является столь же «нормальной», как гетеросексуальность:

«Группы гей-активистов, без сомнения, станут утверждать, что психиатрия наконец признала гомосексуальность настолько же „нормальной“, как гетеросексуальность. Они будут неправы. Убирая гомосексуальность из номенклатуры, мы только признаём, что она не соответствует критерию определения психического расстройства».
Оригинальный текст (англ.)No doubt, homosexual activist groups will claim that psychiatry has at last recognized that homosexuality is as “normal” as heterosexuality. They will be wrong. In removing homosexuality per se from the nomenclature we are only recognizing that by itself homosexuality does not meet the criteria for being considered a psychiatric disorder.
— APA Document Reference No. 730008
При этом Исаев отмечает следующее: «В ответ на это небольшая группа консерваторов во главе с психоаналитиками Чарльзом Сокаридесом и Ирвином Бибером собрала предусмотренные уставом 200 подписей и потребовала провести референдум с участием всех членов организации. Он состоялся весной 1974 года, 58 % психиатров поддержали решение президиума. Группа Сокаридеса пыталась оспорить результаты плебисцита, но специальный комитет не только их подтвердил, но ещё и отметил, что „референдумы по научным вопросам не имеют смысла“, и рекомендовал ассоциации соответствующим образом изменить устав». Незамедлительно вслед за этим Американская психологическая ассоциация поддержала решение психиатров и с тех пор ведёт активную деятельность по искоренению исторической стигматизации гомосексуалов в обществе.
Часто отмечается связь людей, объясняющих депатологизацию гомосексуальности влиянием «гей-лобби», с религиозными и консервативными взглядами. Игорь Кон в 2003 году писал:

«С подачи американских фундаменталистов депатологизацию гомосексуальности иногда изображают изолированным актом, продиктованным политическими мотивами и давлением гомосексуального лобби. На самом деле ультраправое лобби в США всегда было значительно сильнее гомосексуального (особенно сейчас). За отменой диагноза стоят не только и не столько политические соображения, сколько глубокие изменения в понимании природы сексуальности, сексуального здоровья и самой философии медицины».
По мнению исследователей, изучивших сходства и различия в процессах депатологизации гомосексуальности и лишения Плутона статуса планеты, в любой научной дисциплине, где используются абстрактные конструкции, которые классифицируют гетерогенную группу как нечто единое, проблемы классификации имеют психологическое, социальное или экономическое значение, и, если текущая классификация неудовлетворительно учитывает все данные, могут возникать сложные конфликты, вроде конфликта, сопровождавшего депатологизацию гомосексуальности.
По мнению Игоря Кона, депатологизация гомосексуальности является закономерным следствием «длительного процесса перестройки медицинского мышления, отхода от жесткого нормативизма и понимания несводимости сексуальности к репродукции»; нормализация гомосексуальности связана «с общим ростом социальной терпимости, ослаблением гендерной поляризации и эмансипацией сексуальности от репродукции» и представляет собой «частный случай общего процесса демократического развития».
По мнению участника депатологизации и её сторонника, Джадда Мармора, решение об исключении гомосексуальности из DSM было основано не на политическом давлении гомосексуалов, а на научной корректности, и политику в процесс привнесли как раз оппоненты депатологизации, настоявшие на голосовании членов АПА.
По мнению историка медицины Эдварда Шортера, изложенном в его «Историческом словаре психиатрии», если в некоторых областях науки, таких как генетика шизофрении, психиатрия стремилась быть максимально научной, то в некоторых других областях, особенно в случае гомосексуальности, дисциплина во многом была подвержена политическому и культурному влиянию и следовала конъюнктуре. В XIX веке гомосексуальность стала «предметом медицинского осуждения», с конца столетия в психиатрии закрепилось рассмотрение её как болезни. В середине XX века в ранних версиях DSM она без обсуждений была признана девиацией, в 1970-х же годах в ходе депатологизации гомосексуальности АПА подверглась давлению со стороны гей-активистов.
Подытоживая изложение истории исключения гомосексуальности как патологии из DSM, американский психиатр Джек Дрешер отметил, что депатологизация способствовала изменениям культурных представлений о гомосексуальности и росту толерантности. По утверждению Дрешера, обращение к авторитету науки привело к принятию во многих странах законов, защищающих права ЛГБТ, а в медицине и психиатрии произошёл переход от поисков причин и способов излечения гомосексуальности к сосредоточению внимания на здоровье и психических потребностях ЛГБТ-пациентов.

### Дальнейшие события в США
В 1978 году был проведён опрос среди 10 000 американских психиатров, являющихся членами Американской психиатрической ассоциации. 68 % из первых 2,5 тысяч респондентов по-прежнему считали гомосексуальность патологической адаптацией, 18 % так не считали, и 13 % были не уверены. В вышедшей в 1980 году работе психолог Бернард Рисс анализировал несколько десятков психологических исследований гомосексуальности, проведённых с 1960 по 1977 год, и делал вывод, что психологические методики не обнаруживают наличия большей патологии у гомосексуалов по сравнению с гетеросексуальными. Рисс утверждал, что профессионалы, считающие гомосексуальность патологией, игнорируют результаты экспериментальных исследований.
Грегори Херек отмечает, что впоследствии для третьего издания DSM в 1980 году был введен диагноз эгодистонической гомосексуальности, при которой больной испытывает стресс вследствие своей гомосексуальной ориентации. Она характеризовалась как: 1) систематическое отсутствие гетеросексуального возбуждения, которое пациент ощущает как мешающее совершить половой акт или продолжать гетеросексуальные отношения, и 2) систематическое беспокойство из-за продолжительного возникновения нежелательного гомосексуального возбуждения. Однако эта новая диагностическая категория подверглась критике среди специалистов в США. Одни рассматривали её как политический компромисс, призванный успокоить психоаналитиков, настаивавших на патологичности гомосексуальности, другие считали диагноз ненужным и стигматизирующим гомосексуалов, ведь проблемы, связанные с эгодистонической гомосексуальностью, можно классифицировать как другие состояния, и для многих гомосексуалов их ориентация становилась эгодистонической как раз из-за предубеждений в обществе. В 1986 году диагноз был полностью удален из DSM.
Некоторые психологические исследования гомосексуалов показывают, что они отличаются по характеристикам личности от гетеросексуальных людей. Американский клинический психолог Джон Гонсёрек в обзоре 1982 года утверждает, что, сравнив результаты тестов с выборками гомосексуалов и гетеросексуалов, обнаружил, что между ними наблюдаются некоторые различия, но обе группы показывают результаты в пределах нормы. Он пришел к выводу, что «гомосексуальность сама по себе не связана с психологическим нарушением или дезадаптацией. Гомосексуалы как группа не испытывают больше психологических нарушений из-за своей гомосексуальности».
На рубеже XX и XXI веков Б. Кохлер и Р. Галатцер-Леви осуществили обзор многочисленных сравнительных исследований и на основе этого обзора сделали вывод, согласно которому «мало фактов свидетельствуют о какой-либо внутренней связи между сексуальной ориентацией и неблагоприятными для психического здоровья проявлениями, определяемыми в ходе измерения личностных черт либо психиатрического обследования». После этого Американская психоаналитическая ассоциация пришла к заключению, что «сексуальная ориентация и психическое здоровье являются независимыми параметрами личности и что гомосексуальная ориентация сама по себе не является признаком патологии. Знание о сексуальной ориентации человека ничего не говорит о его психологическом здоровье и зрелости, его характере, его внутренних конфликтах, его объектных отношениях или о его целостности».
В декабре 2002 года Американская психиатрическая ассоциация объявила, что «поддерживает инициативы, которые позволяют однополым парам усыновлять и совместно выращивать детей», и что, согласно исследованиям последних 30 лет, дети, выросшие в семье родителей-геев или лесбиянок, так же благополучны в эмоциональном, когнитивном, социальном и сексуальном смысле, как и дети, выращенные гетеросексуальными родителями. Сходной позиции придерживается Американская психоаналитическая ассоциация, Американская ассоциация детских и подростковых психиатров, Американская ассоциация семейных врачей.
Американская психологическая ассоциация опубликовала на своем сайте документы, где утверждается, что в мире существует консенсус специалистов в области медицины и психиатрии о том, что гомосексуальность является нормальной и позитивной разновидностью сексуальных ориентаций человека. По утверждению Американской психологической ассоциации, «несмотря на устойчивость стереотипов, которые изображают лесбиянок, геев и бисексуалов как людей с нарушениями, несколько десятилетий исследований и клинического опыта ведущих медицинских и психиатрических организаций США показали, что эти виды сексуальной ориентации представляют собой нормальные формы человеческого поведения».

### Депатологизация в мире
В Международную классификацию болезней Всемирной организации здравоохранения гомосексуальность включалась как психическое расстройство в редакциях от МКБ-6 1948 года до МКБ-9 1975 года включительно. В 9-й редакции гомосексуальность классифицировалась как заболевание (302.0), относившееся к группе психосексуальных расстройств (psychosexual disorders) (302) (см. список кодов МКБ-9: Раздел V). В 1990 году гомосексуальность была исключена из Международной классификации болезней 10-го пересмотра (МКБ-10: Класс V) решением общего собрания ВОЗ.
Многие ассоциации психиатров и психологов в мире вслед за американской ассоциацией перестали считать гомосексуальность патологией. После исключения гомосексуальности из классификации МКБ в 1994 году такое решение приняло правительство Великобритании, в 1995 году — правительство Японии, в 1999 году — Министерство здравоохранения Российской Федерации. В 2001 году китайская психиатрическая ассоциация исключила гомосексуальность из китайской классификации психических расстройств.
Несмотря на то, что ВОЗ и многие профессиональные ассоциации прекратили  рассматривать гомосексуальность как патологию, этот отказ не стал всеобщим во всём мире. Так, в 2016 году Индонезийская психиатрическая ассоциация определила гомосексуальность как психическое расстройство и указала на необходимость лечения. Ряд российских и украинских сексологов и психиатров продолжает считать гомосексуальность патологией. Среди них профессора Г. С. Васильченко, В. В. Кришталь, А. М. Свядощ, С. С. Либих, А. А. Ткаченко.

### Эгодистоническая половая ориентация
Диагноз «эгодистоническая половая ориентация» в МКБ-10 сохранялся, характеризуясь как желание пациента изменить свою сексуальную ориентацию в силу дополнительных имеющихся психологических и поведенческих расстройств. Психическим расстройством в МКБ-10 признавалась не гомосексуальность, а связанный с нею у нездоровых гомосексуалов существенный психический дискомфорт, вследствие которого может возникать стремление её изменения. В процессе разработки МКБ-11 ВОЗ была назначена рабочая группа по классификации сексуальных расстройств и сексуального здоровья. В 2014 году эта группа рекомендовала удалить раздел F66 «Психологические и поведенческие расстройства, связанные с сексуальным развитием и ориентацией» из-за отсутствия клинической пользы, пользы для общественного здоровья и потенциальных негативных последствий, в том числе использования этой категории для «неэффективного и неэтичного лечения».
В отношении диагноза эгодистонической половой ориентации рабочая группа отметила, что лесбиянки, геи и бисексуалы часто испытывают более высокий уровень дистресса, чем гетеросексуалы. Но исследования показали, что такой дистресс связан с более высоким уровнем социального отвержения и дискриминации. Однако дистресс, связанный с социальной стигмой, не может считаться психическим расстройством. В рекомендации рабочей группы приводится аргумент, что стигма в отношении физических болезней и бедности также может вызывать дистресс, но такой дистресс не считается психическим расстройством в соответствии с МКБ.
Рабочая группа также отметила, что «общественное и политическое неодобрение иногда приводило к злоупотреблению диагнозами — особенно психиатрическими — для преследования, замалчивания или заключения в тюрьму людей, чьё поведение нарушает социальные нормы или бросает вызов существующим структурам власти». В результате был сделан вывод: «C клинической точки зрения, с точки зрения общественного здоровья или исследовательской перспективы неоправданно, чтоб диагностическая классификация была основана на сексуальной ориентации» и что нужды гомосексуальных и бисексуальных людей можно рассматривать в рамках других диагностических категорий «в соответствии с надлежащей клинической практикой, существующими принципами прав человека и миссией ВОЗ».
ВОЗ приняла рекомендации рабочей группы и удалила раздел F66, включая диагноз эго-дистонической сексуальной ориентации. Редакция МКБ-11, утверждённая в 2019 году и вступившая в силу в январе 2022 года, не включает каких-либо диагностических категорий, которые можно применять к людям на основании сексуальной ориентации.

## Данные опросов психиатров
Опрос случайной выборки из 100 психиатров и 93 стажёров-психиатров в Новом Южном Уэльсе в 1974 году показал, что из ответивших 87 психиатров 35 % считали гомосексуальность невротическим заболеванием, 52 % считали её аномалией развития, не обязательно ассоциированной с невротическими симптомами, 13 % считали её нормальной, как леворукость. Из ответивших 69 стажёров 19 % считали гомосексуальность невротическим расстройством, 60 % считали её аномалией развития, не обязательно ассоциированной с невротическими симптомами, 21 % считал её нормальной, как леворукость.
В Великобритании в 1973 году был проведён ещё один опрос 300 психиатров. Из 210 ответивших лишь 5,7 % считали гомосексуальность болезнью, 34,8 % считали её нормальной, как леворукость, 70,9 % считали гомосексуальность отклоняющимся поведением. Большинство психиатров считали гомосексуальность врождённой или развивающейся до подросткового периода. Большинство психиатров также не считали нужным менять ориентацию пациента и прибегать к аверсивной терапии и считали необходимым либо вылечить вторичные симптомы, такие как тревожность, либо помочь гомосексуалу приспособиться к своему состоянию.
В 1989 году был проведён опрос в Великобритании. Только 8 из 193 респондентов считали гомосексуальность болезнью. Подавляющее большинство психиатров не считало гомосексуалов невротиками, не считало, что они не должны работать в школах, не считало их опасными для детей. Авторы предупреждают, что их выборка нерепрезентативна, а уровень ответа ниже, чем ожидалось.
Исаев указывает, что в середине 1990-х годов опрос среди американских психиатров-преподавателей показал, что лишь трое из 198 респондентов относят гомосексуальность к патологическим явлениям. Примерно в то же время по данным опроса 82 психоаналитиков выяснилось, что большинство из них склоняется к тому, чтобы считать гомосексуальность нормальным, а не патологическим явлением (хотя в 1970-е годы психоаналитики являлись главными противниками депатологизации гомосексуальности).